# Garella ruficirra
Garella ruficirra là một loài côn trùng trong họ Noctuidae. Loài này được Hampson miêu tả khoa học đầu tiên năm 1905.
Đây là loài gây hại của cây Castanea mollissima, phát triển phổ biến ở Trung Quốc.